# 甲骨文字
甲骨文字（こうこつもじ）は、古代中国の遺跡から出土する甲骨（亀の甲羅や牛の肩甲骨など）に刻みつけられた文字。特に、殷（商）時代後期（第22代殷王武丁以降）の占卜（亀卜）に使われた甲骨上の文字を指す。亀甲獣骨文字、甲骨文ともいう。2017年、ユネスコが主催する「世界の記憶」に登録された。

## 概説
甲骨文字は漢字の現存する中でも古い資料の一つであり、今日使われている漢字の早期の形態を伝えている。この時代の漢字資料には金文・陶文・玉石文もあるが、それらと比べて出土数が多く1つあたりの文量が多いため、漢字の歴史的研究において中心的で不可欠な資料となっている。
中国語の具体的な文章を記録したものとしては陶文が最古であるが、甲骨文は発見数が多くシナ・チベット語族の中で最も早く記録された言語である中国語の研究史料としての価値を高めている。一字一字の形こそ未だ絵のような見た目を残しているが、文字体系としては口頭言語を忠実に記録できるほど発達した段階にあり、象形文字で表すことが困難な細かい意味を持つ単語や文法的機能語も仮借や形声文字を用いて表記することができる。
甲骨の多くは殷のものだが、西周のものもある。

### 殷墟甲骨
殷王朝は、甲骨（亀の甲羅や牛の肩甲骨など）に熱した金属棒を当てることでひびを入れ、そのひびの形で吉凶を判断するという占卜を行っていた。第22代殷王武丁（紀元前13世紀半ば頃）以降、甲骨に占卜の内容・結果を刻み込むようになった。これが殷墟より出土する甲骨文字である。
殷王朝が倒れた後、甲骨は地中に眠り人々の記憶から消えることになったが、清代になって発見され（#発見と収集の歴史参照）、以降今日まで10万～20万片近くの出土があると言われている。

### 西周甲骨
西周でも甲骨占卜と刻字が行われており、『詩経・大雅』の「綿」という詩では古公亶父が岐山に移住する際に亀卜を行ったことが歌われている。特に、1970年代に殷墟から直線距離にして600km以上離れた周原で300片近くが出土している（#西周甲骨の発見参照）。

## 発見と収集の歴史

### 発見
甲骨文字は、1899年秋、金石学者で国子監祭酒（文部長官相当）の王懿栄によって発見された。その甲骨は骨董商の范維卿から購入したもので、王懿栄はこれに狂喜し、以降数回にわたって范維卿や趙執斎から甲骨を1000片以上購入した。1900年に王懿栄は自殺したが、収集された甲骨の大部分は門弟の劉鶚に引き継がれた。劉鶚は収集と研究を続け、収集した甲骨約5000片あまりのうち1058片の拓本を掲載した図録『鉄雲蔵亀』を1903年に出版した。これによって甲骨文字が世に知られるようになった。
范維卿は利益独占のためか当初甲骨の出土地を偽って伝えており、『鉄雲蔵亀』では甲骨の出土地は湯陰県であると記されている。しかし羅振玉は調査の結果、実際の出土地は安陽市を流れる安陽川（洹水）南側の小屯村であり、そこが『史記』や古本『竹書紀年』などの伝世文献で「殷墟」と呼ばれている、殷王朝が最後に構えた都の跡であることを突き止めた。

#### 発見に関する逸話
甲骨文字の発見の経緯として、王懿栄が持病のマラリアのための漢方薬として薬屋から購入した「竜骨」と呼ばれる骨片に文字が刻まれていたのを発見した、と説明されることがある。この逸話の初出は「汐翁」というペンネームの人物によって書かれた1931年の新聞記事で、後に歴史語言研究所（後述）が編纂した年表に引用されたことで広まった。しかし、「汐翁」の記事には出典が示されておらず後にも先にも類似の記録が見当たらないことや、字の刻まれた甲骨がそのまま売られていたという話自体の疑わしさ等から、信頼できないものとされている。
また、王懿栄よりも先に王襄と孟定生が甲骨を収集していたという説があるが、彼らは1898年に范維卿から遺物の話を聞いたのみで、甲骨を実際に見せられたのは王懿栄に売れたことで范維卿がその価値を確信してからであった。他に、王懿栄よりも先に端方が范維卿から甲骨を収集していたという説もあるが、その証拠はない。

### 科学発掘
甲骨の出土地が小屯村と判明したことで多くの収集家が訪れるようになった。1899年から1928年までの間に8万～10万片が私人によって発掘されたと言われている。それ以上の遺跡の損壊や遺物の海外への流出を食い止めるため、また甲骨の発掘以外にも遺跡の全体的な調査を行うため、1928年10月に中央研究院歴史語言研究所が設立され、その下に董作賓らが率いる殷墟発掘調査チームが編成された。発掘調査は日中戦争によって中止となる1937年までに15回行われ、甲骨24918片が発見された。
戦後に中華人民共和国が成立して以降は、1950年に設立された中国科学院考古研究所に発掘調査が引き継がれた。甲骨の大規模な発見としては、1973年の小屯南地甲骨、1991年の花園荘東地甲骨などがある。

### 西周甲骨の発見
最も早く発見された西周甲骨は、1950年に四盤磨村（小屯村の西隣）で考古研究所の殷墟発掘調査チームによって発見された牛骨である。3片発見された牛骨のうち1片に文字が刻まれていたが、刻まれていたのは卜辞ではなく易数（筮竹を用いた占いの記録）であった。その後1960年頃まで同様の西周甲骨が毎年各地の遺跡で数片ずつ発見された。
1977年に陝西省岐山県鳳雛村H11地点より占卜用の甲骨16742片が発見され、1979年には同H31地点で同様の甲骨413片が発見された。そのうち文字が刻まれていたのはH11出土が282片、H31出土が10片である。これらはながらく部分的にしか公表されていなかったが、2002年に『周原甲骨文』が出版され、（破損したものを除く）全ての有字甲骨のカラー写真が公開された。
その後も西周甲骨は散発的に発見されている。大規模な発見としては2004年と2008年に岐山県周公廟遺跡のそれぞれH45地点とG2地点で発見されたものがあるが、現在のところ10数片しか公表されていない。

## 甲骨文の断代
甲骨文字は殷の最後の9人の王（武丁から帝辛まで）によっておよそ200年ほどにわたって使われていた。特定の甲骨文字がそのどの頃のものなのか特定する作業を断代と呼ぶ。

### 断代研究の歴史
最も早く断代研究について明文化したのは王国維であり、1917年に『殷卜辞中先公先王考』と題する論文において称謂を用いていくつかの甲骨文がどの王の時代に属するかを特定した。しかしこの頃は資料数が少なかったこともあり、王国維は先王の名が記された甲骨文に散発的に言及するのみであった。

#### 5期区分
体系的な断代研究は、1928年に殷墟の科学的発掘調査が始まり資料数が増加したことで始まった。調査の指揮者の一人である董作賓は、1929年に発見された破砕の少ないほぼ完全な形を残していた亀甲に基づいて「貞人」を発見し、『大亀四版考釈』にて貞人を含む8種類の基準から甲骨文の断代が可能であると提案した。その後『甲骨文断代研究例』を著し、先に提案した（8種類から10種類に増やされた）基準の詳細とその実践を示した。董作賓は甲骨文を第1期（武丁）・第2期（祖庚・祖甲）・第3期（祖辛・康丁）・第4期（武乙・文武丁）・第5期（帝乙・帝辛）の5つのグループに分類した。

#### 貞人集団区分
1950年代に陳夢家は著書『殷虚卜辞綜述』およびいくつかの論文で董作賓の分類を細分化した。結果的に、貞人組や書記集団は王世と正確に対応するわけではなく、同時代に複数のグループが共存したり複数の王にまたがるグループが存在することを示した。陳夢家は貞人組に賓組・午組・師組・子組・出組・何組という名称を与えて分類を行った。そのうち、董作賓の分類では第4期（特に文武丁）とされていた午組・師組・子組が、実際には武丁の時代のものであることを示した。
1976年に婦好の墓が出土した。当時の見解では (1)祖庚・祖甲時代の卜辞に登場する父丁（＝武丁）の妻, (2)武乙時代の卜辞に登場する父丁（＝康丁）の妻 の二人の「婦好」が存在するとされており、どちらを指すものなのかが議論になった。1977年に李学勤は、董作賓や陳夢家によって武乙（一部は文武丁）時代のものとみなされていた「歴組」は実際には祖庚・祖甲（一部は武丁）の時代のものであり、したがって「康丁の妻の婦好」なる人物は存在せず(1)と(2)はともに「武丁の妻の婦好」を指すと提唱した。

#### 村北系と村南系
1979年に開かれた第一回古文字学会にて、武丁以降の殷王朝には小屯村の北と南にそれぞれ占卜機構が存在し、甲骨のグループでは「（師組→）賓組→出組→何組→黄組」の流れは村北系に、「師組→歴組→無名組（→黄組）」の流れは村南系に属するという「両系説」を提唱した。李学勤による歴組早期説は激論となったが、当初否定的だった裘錫圭は意見を翻し、賓組や出組（武丁・祖庚・祖甲）卜辞に記録されている事柄が歴組卜辞にも記録されている例を大量に収集し、歴組が賓組・出組と同時代のものである証拠として発表した。林澐も当初否定派だったが、主に文字の書き方の流行の変遷に着目して歴組早期説に賛同した。その後も多くの学者から証拠が次々に提出された結果、現在では否定派の学者はごく一部であり、歴組早期説が定説となっている。
その後の断代研究では、筆跡鑑定によって甲骨文字の書記を同定することでグループのさらなる細分化が行われている。李学勤や林澐が重視した「先に時代の近い物をグループ化し、その後各グループがどの時代に位置するかを考察する」というアプローチが浸透したため、初期の研究のように甲骨文を直接王世に関連付けるような方法は一般に行われていない。

### 董作賓による10種類の基準
董作賓 (1933)は断代研究の基準として10の項目を挙げている。
世系
『史記』に基づく殷王の系譜。殷の王は死後、十干の諡号を与えられ、その十干の前に区別のためのなんらかの単語を付した形で呼ばれた。例えば『史記』では「武丁」「文丁」などの王名が記録されている。称謂と比較することで時代が特定される。逆に甲骨文字から『史記』の誤りが発覚することもある。
称謂
甲骨文字に記される先王への呼称。甲骨文字では典型的に十干の前には「兄」（同世代の先王）、「父」（一世代上の先王）、「祖」（二世代上の先王）のいずれかが付加されるため、世系と照らし合わせることでその時代の王世を特定することができる。王國維 (1917)の例では、「父甲・父庚・父辛」と刻まれている甲骨をとりあげ、これは『史記』でいう陽甲・盤庚・小辛のことであると指摘している。彼らを「父」と呼んでいるので、その（義理の）息子である武丁の時代の甲骨ということになる。#断代研究の歴史で紹介したように、「父丁」と刻まれている場合、それだけでは祖庚・祖甲の武丁への呼称なのか、武乙の康丁への呼称なのか区別できないため、歴組の時代特定では論争が起きた。
貞人
前辞（#卜辞の文章構成参照）に記録されている人名。当初この文字の意味は不明だったが、董作賓 (1931)によって占卜の担当者と特定され、貞人と名付けられた（陳夢家は「卜人」と呼んでいる）。卜辞は一つの甲骨に複数刻まれるため、貞人も一つの甲骨に複数人登場しうる。同じ甲骨に共起する貞人は同時代の人物となり、頻繁に共起する貞人名を繋げていくと「貞人組」と呼ばれるグループを見つけることができ、別の時代のグループと区別できる。
坑位
甲骨の出土地点・層。同じところから出土した甲骨は同時代のものである可能性が高い。
方国
殷の周辺に存在した国々の記録。友好・敵対関係の変化や勃興・滅亡の変化を読み取ることによって時代が限定できる。
人物
貞人以外の人名の記録。例えば李學勤 (1977)と裘錫圭 (1981)は歴組卜辞と賓組・出組卜辞とが同時代のものである証拠の一つとして、共通の人名が登場することを挙げている。
事類
卜辞から読み取れるの各種記録。方国・人物と同様に、同じ事柄が記録されていれば同時代の甲骨であり、また各時代の卜辞から当時の歴史を再構することで時代を限定することができる。董作賓自身は狩猟記録に登場する地名の傾向を例として紹介している。
文法
卜辞の書式。語彙や言い回しの特徴・傾向から時代を限定することができる。例えば前辞（#卜辞の文章構成参照）では、村南系は貞人名を記すことがほとんど無い、黄組は占卜を行った場所まで記録することが多い、など。
字形
文字の形と用字習慣。例えば李學勤 (1977)は歴組卜辞と賓組・出組卜辞とが同時代のものである証拠の一つとして、これらはともに「王」の横画が2本の字体が用いられているが、それより後の時代には横画が3本の字体が使われたことを指摘している。「災」という単語は、時代によって「巛」や「𢦔」など全く別の文字で表記されている。
書体
文字の大きさや筆画の太さなどの書きぶり。董作賓は刻字の位置や文章の改行の仕方、亀甲と牛骨のどちらを使うかなどもここに含めている。

## 甲骨文の記録内容

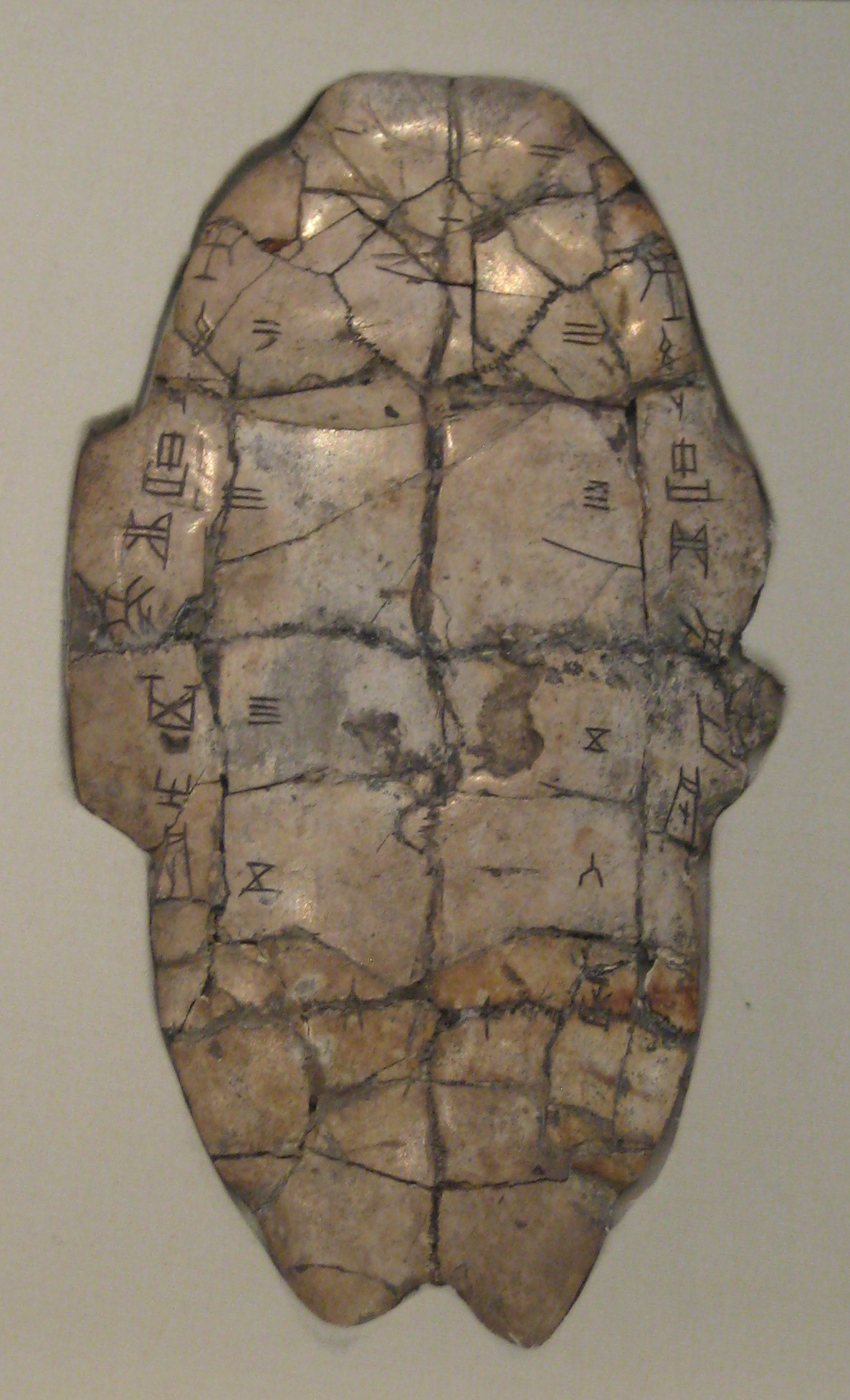
亀の甲羅に書かれた甲骨文（北京　博物館）

甲骨文は大きく分けて占卜の記録である卜辞とそれ以外に分けることができる。

### 卜辞
甲骨文のほとんどは占卜の記録で、卜辞と呼ばれる。占卜のほとんどは殷の国家あるいは殷王に関するものであるが、祭祀・軍事・狩猟・農業などの社会政経活動などから、気象・天災・健康状態・出産などの人間には制御不可能なものまで、さまざまな事柄が占われた。そのような具体的な事柄以外に、「卜旬」と呼ばれる定期的に行われる占卜があった。これは癸（みずのと）の日に「以後10日間に凶事がない」（命辞に「旬亡𡆥」と書かれる）ことを占うものである。
一つの甲骨には複数の卜辞が刻まれていることが普通であり、互いに全く別の事柄を占ったものもあれば、複数の卜辞がグループをなしているものもある。そのようなグループはパターンによって呼称がある。
- 重貞
全く同じ事柄を複数回占ったもの。全く同じ卜辞が繰り返されるものもあれば、二回目以降は全文省略されることもある。
- 対貞
特に亀の腹甲に多く見られるもので、同じ事柄の肯定文と否定文をそれぞれ占ったもの。卜辞は千里路（縦向きの中心線）を軸として線対称に刻まれる。例えば「雨がふる」対「雨がふらない」等。
- 選貞
同じ事柄について複数の選択肢をそれぞれ占ったもの。例えば「（祭祀の犠牲に）家畜を一匹捧げる」「家畜を二匹捧げる」「家畜を三匹捧げる」についてそれぞれ占い、最も適当な行動を決定した。

卜辞は占卜の工程が全て完了した後に刻まれた。卜辞は管理用の記録であり、これをあたかも祝詞であるかのように説明する記述は誤りである。

#### 卜辞の文章構成
卜辞には定形があり、以下から構成される（ただし実際には命辞以外は省略されることがあり、すべてが揃っている文章は少ない）。
1. 前辞（叙辞とも）
占卜を行った日付（干支）と貞人の名前が「○○卜✕貞」の形で記される。例えば「癸未卜賓貞」であれば癸未の日に占ったことと「賓」という人物が占卜を担当したことを意味する。「貞」はかつては単に「占う、問う」という意味に解釈されていたが、今日では議論の対象になっている[71]。
2. 命辞（貞辞とも）
吉凶判断の対象となる事象。かつては前辞の「貞」が「問う」と解釈されていたため疑問文として翻訳されていたが、1970年代以降から非疑問文として扱う見方が強まっている。
3. 占辞
占卜の結果の判断。例えば「王が卜兆を見て『吉である』と言った」のような内容である。
4. 用辞（決辞とも）
選貞の場合、占卜の結果採用される選択肢に「用」、不採用となった選択肢に「不用」などと記される。
5. 験辞
命辞の事象の当日実際の結果。命辞が天候に関するものであれば実際の天気、戦争に関するものであれば勝敗など。

### 非卜辞
甲骨に刻まれた文字には占卜自体とは無関係のものもある。その中で最も数が多いのは文字が刻まれている甲骨自体の仕入れ記録で、「署辞」と呼ばれる。署辞は卜辞と同じ甲骨に刻まれているが、多くは亀甲の橋の部分や牛骨の臼の部分にあり、占卜行為の跡とは位置的に隔離されている。署辞以外の非卜辞は占卜用ではない甲骨に刻まれ、内容としては軍功などを紀念したもの、単に発生した事件を記したもの、一族の名を羅列したもの、干支の一覧表、刻字の練習をしたもの等がある。

## 文字の特徴
甲骨文字は漢字の歴史全体から見ると比較的初期の文字であり、その字形は絵のような見た目をまだ保っている。一方で硬質の材料に刀で刻むという方法上の特性と行政記録に使用されたという用途上の特性から、公式的な場面で使用され精巧に形作られた同時代の金文の字形と比較すると、筆画の太さの区別が失われていたり曲がった筆画が直線的になるなどの簡略化が行われている。一般に、時代を降るほどこのような簡略化の傾向は顕著である。

### 刻字
甲骨文字は青銅製または碧玉製の彫刻刀によって刻まれた。同様の刀が（実際に使用されたものかどうかは不明だが）殷墟から発見されている。
甲骨上に筆で書かれた文字が存在することから、董作賓 (1933)は甲骨文字を刻む際はまず筆で下書きがなされたと主張した。それに対して陳夢家 (1956)をはじめ多くの学者が、筆文字の多くは亀甲の裏面のみに存在すること、筆で書くにはあまりに小さい文字が存在すること、存在したであろう下書きと実際の刻字とがずれたような痕跡が見られないことなどを指摘している。したがって、筆文字による下書きの例の存在自体は認められているが、そのような習慣が普遍的だったという主張は否定されている。
甲骨全体または文章全体で各文字の縦画のみが刻まれ、横画がほとんど刻まれていないという例がこれまでに数例発見されている。董作賓 (1929)は、甲骨に文章を刻む時にはまず文章全体に含まれている各文字の縦画だけを刻み、それから甲骨を九十度回転して、横画を刻みつけていったと主張した。これは後世の木版印刷でも採用された刻字手法である。しかし顕微鏡観察などの証拠から、（筆文字下書き説と同様に）この手法が普遍的だったと一般化することはできないとされている。

### 甲骨文字の字形の例
- 一
- 二
- 六
- 七
- 八
- 九
- 十
- 千
- 萬
- 日
- 月
- 光
- 昔
- 今
- 天
- 山
- 川
- 雨
- 水
- 冬
- 人
- 父
- 母
- 女
- 子
- 自
- 我
- 生
- 喪
- 見
- 立
- 舞
- 弓
- 犬
- 馬
- 鹿
- 牛
- 羊
- 魚
- 虫
- 高
- 大
- 小
- 食
- 豆
- 皿
- 至
- 止
- 才
- 又
- 不

## 主な研究者
- 早期学者 - 王懿栄・劉鶚・孫詒譲・王襄
- 甲骨四堂 - 羅振玉・王国維・郭沫若・董作賓
- 甲骨五老 - 唐蘭・于省吾・商承祚・胡厚宣・陳夢家
- その他 - 容庚・柯昌済・徐中舒・張政烺・厳一萍・金祥恒・饒宗頤・欧陽可亮・李学勤・姚孝遂
- 日本人学者 - 林泰輔・白川静・島邦男・伊藤道治・松丸道雄・落合淳史